# خوسيه لويس كانتيرو
خوسيه لويس كانتيرو (ولد في 20 أغسطس 1937 في مدريد، وتوفي في 19 يونيو 2007)، والمعروف باسم الفاري، وهو ممثل ومغني إسبانيا.

## سيرة شخصية
وُلد خوسيه لويس كانتيرو في عائلة متواضعة، قادمة من بويناشي دي ألاركون (كوينكا)، في حي لاس فينتاس في مدريد، بالقرب من حلبة مصارعة الثيران. عندما كان طفلاً، غالبًا ما كان يتغيب عن المدرسة، مفضلاً أن يقضي وقته في تقليد معبوده، مغني الكوبلا رافائيل فارينا. من فارينا أخذ الفاري اسمه.
قبل أن يصبح ناجحًا، عمل الفاري كبستاني وسائق سيارة أجرة لجمع الأموال التي سمحت له بتسجيل أغانيه الأولى. بمجرد تسجيل السجلات وتحريرها، باعها بنفسه في Rastro في مدريد. في ذلك الوقت كان يشارك أيضًا في مسابقات غنائية على الراديو ويؤدي في حفلات محلية. بدأ فاري في الثلاثينيات في كسب المال كمغني عندما تم استدعاؤه إلى Pozo Blanco قرطبة ليحل محل مغني آخر (Pepe Blanco). في وقت لاحق، وظفه الأسطوري أنطونيو مولينا في جولة لمدة شهرين.
في السبعينيات من القرن الماضي، لم تحظ الكوبلا بالقبول لدى الجمهور الإسباني، لكن ذلك لم يثبط عزيمة الفاري وبحلول نهاية العقد كان يسجل المزيد من أغاني البوب ، التي صعدت إلى المخططات الإسبانية.
في التسعينيات، حقق الفاري نجاحًا في عالم التلفزيون، دهه_۱۹۹۰ في مسلسل Menudo es mi padre في دور سائق سيارة أجرة. كان الدور مصممًا خصيصًا له، وحتى عنوان المسلسل كان بمثابة تورية على مكانة El Fary.
خلال هذا الوقت، كان موضع تكهنات وشائعات حول إدما _المخدرات وسوء معاملة زوجته. مثير للاشمئزاز مثل الدعاية الشعبية لحياته الخاصة، فقد أبقته في الوعي العام لبعض الوقت.
قرب نهاية العقد، تعززت مسيرته المهنية مرة أخرى عندما أصدر المخرج السينمائي سانتياغو سيغورا فيلمه الكوميدي Torrente: El brazo tonto de la ley. بطل الرواية، خوسيه لويس تورينتي (الدور الذي لعبه سانتياغو سيغورا نفسه)، هو ضابط شرطة وقح وعنصري وفاسد وفاسد من محبي الفاري. احتوى الفيلم على أغنية مسجلة خصيصًا للفاري بعنوان " دورية في المدينة". حققت كل من الأغنية والفيلم نجاحًا، مما أدى إلى تسجيل تكملين لهما Torrente 2: Misión en Marbella. في 2005قدم الفاري مداخلة صغيرة في Torrente 3: El Protector، الجزء الثالث من السلسلة، يلعب بنفسه. بالإضافة إلى ذلك، تم صنع قطعة ترويجية فريدة : Carrofary، شخصية مطاطية صغيرة للمغني مصممة ليتم تعليقها من مرآة الرؤية الخلفية للسيارة.
للفري ابن مغني جافي كانتيرو.
في 19 يونيو 2007، في حوالي الساعة 9:00 صباحًا، توفي الفاري بسرطان الرئة.

## ديسكغرفي
1. كالو إيقاع (1975، بيلتر)
2. أنا غجري (1977، Movieplay)
3. طريق المجد (1978، Movieplay)
4. أنا أقع في الحب (1979، Movieplay)
5. القرفة والليمون (1980، Movieplay)
6. أتيت إليك (1981، Movieplay)
7. عاشق الليل (1982، أريولا)
8. سر الحب (1983، أريولا)
9. مثل العملاق (1984، أريولا)
10. منفطر القلب (1985، Ariola)
11. خطوة أخرى (1986، Ariola)
12. يذهب لهم (1987، Ariola)
13. على صوتي (1988، Ariola)
14. الوقوع في الحب (1989، الياقوت)
15. أعطني ساعة (1990، Sapphire)
16. بشرتك (1991، الياقوت)
17. الزعتر وإكليل الجبل والقشطة (1992، الياقوت الأزرق)
18. امرأة من الحرير (1993، حورس)
19. تومباليرو (1995، حورس)
20. Menudo is the Fary (1996، BMG-Ariola)
21. شارع كالفاري (1999، الياقوت)
22. بدون مصيدة أو كرتون (2000، Carabirubi)
23. هذا فارى !! (2003، Muxxic)